# Risipeni
Risipeni è un comune della Moldavia situato nel distretto di Fălești di 2.115 abitanti al censimento del 2004

## Località
Il comune è formato dall'insieme delle seguenti località (popolazione 2004):
- Risipeni (1.125 abitanti)
- Bocșa (990 abitanti)